# 塞尔达传说 众神的三角力量
《塞尔达传说 众神的三角力量》是由任天堂开发，并发行于超级任天堂游戏机的日本二维动作冒险游戏。游戏是塞尔达传说的第三作，于1991年在日本发行，1992年在北美和欧洲发行。宫本茂及其团队独立负责游戏开发。

## 遊戲劇情
在很久很久以前，有一個被群山和森林包圍著的美麗王國，名字叫海拉魯。傳說在某個神秘的地方，隱藏著能令人無所不能，無所不知的三角神力。很多人為了得到這種力量，不惜互相爭鬥，紛紛闖入到神秘的黃金大陸，但從沒有一個人能回來。終於有一天，邪惡的力量開始從黃金大陸滲出來了。國王馬上命令當時法力最強大的七位賢者，把通往黃金大陸的道路封印起來。這個封印的力量，足以把兩個世界，永遠地隔絕開來。隨著時光的流逝，這件事逐漸被人淡忘並成為了傳說。然而有一天，有一名叫阿格尼姆的巫師來到了海拉魯，要解開七賢者的封印，他先是暗算了海拉魯王國善良的國王，接著又用邪惡的魔法，一個又一個地，將七賢者的後人，逐個消除。同樣的命運，也即將來臨到海拉魯王國的公主薩爾達身上。
然後在一個雷電交加的晚上，薩爾達公主傳達信息給一名叫林克的少年，要他幫忙把她從地下道中救出來。林克的叔叔也突然拿起劍盾，說要去做一些事情，叫林克待在家中。但林克因為聽了薩爾達公主的消息，拿了家中的油燈，往海拉魯城的地下道走去，然後他發現了快要死去的叔叔，他拿起了劍和盾，叔叔同時告訴了他，他是海拉魯王國騎士的後代。林克把薩爾達公主拯救出來後，把她安置在教堂中。薩爾達告訴林克，要打敗阿格尼姆，需要傳說中的大師之劍（Master Sword）。然後他被阿格尼姆通緝，說他綁架了公主。被魔化的士兵和不知情的居民們攻擊。他在村中的一位老奶奶口中知道，在東方的長老可能會知道大師之劍的下落。他從長老得知，要獲得在迷失森林（Lost Wood）中的大師之劍，先要獲得分別代表：力量，智慧和勇氣的三顆石頭。林克獲得了三顆石頭，拔出了在迷失森林中的大師之劍。
但他同時收到了薩爾達公主的消息，說士兵們找到了她，但還是趕不到，薩爾達公主被阿格尼姆傳送到了黑暗世界，林克利用在獲得代表力量的石頭途中獲得的月之珍珠，進入了黑暗世界，他現在要拯救七位賢者，以進入阿格尼姆的城堡。他拯救了以薩爾達在其中的七位賢者，打敗了阿格尼姆，他化成為一隻蝙蝠，穿過了原本是海拉魯城的力量金字塔，他趕上去，但發現的不是阿格尼姆，是一隻名叫蓋儂（Ganondorf）的怪物。他打敗了蓋儂，金字塔的大門突然打開，他進入了那門，看見了三角神力的本體，它說：林克，我會實現接觸我的人的願望。不管那個人想實現的是黑暗還是光明的願望，只要接觸我，我就會實現願望。蓋儂因為想管治海拉魯王國，因而想解除七賢者的封印，把海拉魯大地分成了光明世界和黑暗世界。林克，接觸我吧，說出你的願望，不管是什麼，我都會幫你實現。然後林克的叔叔奇蹟地生還，海拉魯大地的所有東西的恢復正常，林克把大師之劍放回了迷失森林。

## 制作
1988年，制作一款新的FC塞尔达游戏开始。但是一年后，项目的平台转变成为在任天堂下一代游戏机——超级任天堂。由于系列的前几款游戏取得成功，任天堂能够在这款新游戏中投入庞大的预算和充足的开发时间和资源进行制作。 当时，大多数SNES游戏卡带只有4 Mbit（512 KB）的存储空间。此游戏打破了这一趋势，使用8 Mbit（1 MB）的游戏卡带，任天堂开发团队利用这个机会给林克建设一个更为广阔的世界。 与超级马里奥世界一样，这款游戏在SNES上采用了简单的图形压缩方法，将许多图块的颜色深度限制为八种颜色，而不是SNES的原生十六中颜色图块。在运行时，对每一图块进行解压缩，在每个像素的颜色索引中添加最高有效位的值。 同时也可以通过消除重复图块节省存储空间：光明世界和黑暗世界的布局几乎相同（尽管使用不同的纹理图块），并且黑暗世界只存在于游戏的ROM中作为光世界的“叠加”。
游戏剧本由系列新人田边贤辅撰写， 而剛進入任天堂不久的新人小泉欢晃负责在手册中讲解背景故事。 英语版包括对原始日本版的更改。最常见的变化是删除与宗教有关的内容以符合任天堂美国的内容指南。

## 重製
此作品於2002年在Game Boy Advance(GBA)平台上以《薩爾達傳說 眾神的三角神力與四人之劍》的名字重製。

## 评价
《塞尔达传说 众神的三角力量》是超级任天堂最畅销的游戏之一。共在全球范围内售出461万份。
《塞尔达传说 众神的三角力量》由于其图像和玩法在发行之时广受好评。2005年IGN编辑将其列为最佳100个游戏的第11位。

## 外部連結
- 官方网站（日語）
- 官方网站（英文）